# Vauchassis
Vauchassis és un municipi francès situat al departament de l'Aube i a la regió del Gran Est. L'any 2007 tenia 519 habitants.

## Demografia

### Població
El 2007 la població de fet de Vauchassis era de 519 persones. Hi havia 200 famílies de les quals 36 eren unipersonals (24 homes vivint sols i 12 dones vivint soles), 64 parelles sense fills, 84 parelles amb fills i 16 famílies monoparentals amb fills.
La població ha evolucionat segons el següent gràfic:
Habitants censats

### Habitatges
El 2007 hi havia 232 habitatges, 204 eren l'habitatge principal de la família, 17 eren segones residències i 11 estaven desocupats. 229 eren cases i 3 eren apartaments. Dels 204 habitatges principals, 189 estaven ocupats pels seus propietaris, 11 estaven llogats i ocupats pels llogaters i 4 estaven cedits a títol gratuït; 4 tenien dues cambres, 21 en tenien tres, 49 en tenien quatre i 130 en tenien cinc o més. 155 habitatges disposaven pel capbaix d'una plaça de pàrquing. A 70 habitatges hi havia un automòbil i a 119 n'hi havia dos o més.

### Piràmide de població
La piràmide de població per edats i sexe el 2009 era:
| Homes | Edats   | Dones |
| ----- | ------- | ----- |
| 4     | 95 o +  | 0     |
| 0     | 90 a 94 | 0     |
| 0     | 85 a 89 | 12    |
| 4     | 80 a 84 | 0     |
| 12    | 75 a 79 | 8     |
| 0     | 70 a 74 | 12    |
| 16    | 65 a 69 | 4     |
| 20    | 60 a 64 | 20    |
| 4     | 55 a 59 | 4     |
| 28    | 50 a 54 | 16    |
| 24    | 45 a 49 | 12    |
| 12    | 40 a 44 | 20    |
| 32    | 35 a 39 | 32    |
| 20    | 30 a 34 | 16    |
| 12    | 25 a 29 | 8     |
| 8     | 20 a 24 | 4     |
| 4     | 15 a 19 | 4     |
| 24    | 10 a 14 | 20    |
| 20    | 5 a 9   | 24    |
| 20    | 0 a 4   | 20    |

## Economia
El 2007 la població en edat de treballar era de 349 persones, 264 eren actives i 85 eren inactives. De les 264 persones actives 248 estaven ocupades (135 homes i 113 dones) i 16 estaven aturades (8 homes i 8 dones). De les 85 persones inactives 28 estaven jubilades, 38 estaven estudiant i 19 estaven classificades com a «altres inactius».

### Ingressos
El 2009 a Vauchassis hi havia 211 unitats fiscals que integraven 531,5 persones, la mediana anual d'ingressos fiscals per persona era de 19.683 €.

### Activitats econòmiques
Dels 8 establiments que hi havia el 2007, 3 eren d'empreses de construcció, 1 d'una empresa de comerç i reparació d'automòbils, 1 d'una empresa d'hostatgeria i restauració, 1 d'una empresa de serveis i 2 d'entitats de l'administració pública.
Dels 3 establiments de servei als particulars que hi havia el 2009, 1 era un electricista, 1 restaurant i 1 agència immobiliària.
L'any 2000 a Vauchassis hi havia 6 explotacions agrícoles.

## Equipaments sanitaris i escolars
El 2009 hi havia una escola elemental integrada dins d'un grup escolar amb les comunes properes formant una escola dispersa.

## Poblacions més properes
El següent diagrama mostra les poblacions més properes.